# チョコアイカ
チョコアイカ（本名・小林 愛花、1990年 - ）は、日本のショコラティエ。群馬県前橋市在住。

## 経歴・人物
1990年、群馬県前橋市に生まれる。3歳のときより祖母や母とお菓子作りをしており、お菓子作りは大好きである。
前橋市立元総社中学校を経て、群馬県立前橋女子高等学校を卒業。高校2年生の時に科学技術振興機構のサイエンス・パートナーシップ・プロジェクトでNASAに行き、向井千秋に会う。同じ群馬県出身の女性が活躍している姿に影響を受け、学習院大学理学部物理学科に進学。
大学在学中は初めての一人暮らしに寂しさを覚えたが、当時全盛期だったコンビニスイーツに救ってもらった（風讃社の取材による）。大手企業で大好きなコンビニスイーツの開発ができるというのは最善の選択肢、と、卒業後はコンビニチェーンで知られるローソンに入社。
入社から2年間、実店舗で店長の業務に従事。仕事は激務で、本人によると「朝6時に家を出て22時に帰宅する毎日でした。勉強になることも多かったのですが、身体が疲れてヘトヘトだったんです」。そんなある日、テレビドラマ『失恋ショコラティエ』（2014年1月13日 - 3月24日）と出会い「チョコレートに完全に恋に落ち」る。チョコレートのおかげで店長としての激務を乗り切る。また、売れる商品は何かといった「売り場のリアル」を知ることができた。
その後は商品開発に従事。年間約100種の商品の開発に関与。試作品も2000種食べたが、「この味にするならこのレシピだな」という感覚は、後のショコラ作りの基礎として活かされる。2021年には『ジョブチューン アノ職業のヒミツぶっちゃけます!』に出演するが、そこでシェフたちと出会ったこともショコラティエの道を選択する大きなきっかけとなった。
2022年6月、入社10年目にローソンを退社。チョコレートの商品開発やイベント企画をする「カカオプロデューサー」として、チョコレートを追求するため約2か月半にわたり間世界一周の旅に出る。カカオ農園を訪問したり、現地でショコラトリーやパティスリーを探してチョコを食べ、アポを取ってショコラティエに取材する。7か国31都市を巡り150人以上と出会う。新たなチョコレートの知識はもちろん、チョコレート関係の人とのつながりも増やす。最も印象的だったのはコロンビアのカカオハンターズと南フランスのモラン。アイカショコラではこの2社のチョコを使用。
帰国後はチョコレート開発に没頭。宝石のような表面の輝きを出すため分子の配列などを計算したが、大学で専攻した物理学が役に立った（温度管理は摂氏1度の誤差までこだわった）2023年2月、会員制の予約生産チョコレートのブランド「Aika Chocolat(アイカショコラ)」の予約受付を開始（後に「Aika Kobayashi」に改称）。デビュー作の「世界一周ショコラ」はすぐに完売した。
2023年2月3日に放送された『〜通しか知らない究極の一日〜熱狂!1/365日のマニアさん』の「チョコNo.1を決める年イチマニアサミット」で、彼女のセレクトしたチョコがチョコマニアたちの審査により第1位に選ばれる。
2023年3月、前橋市千代田町のシェアオフィス・commにラボを開設。
2024年5月15日、一般社団法人前橋まちなかエージェンシー主催の「前橋デザインスクール」講師。
2024年10月、フランスのチョコレート愛好家で結成されたクラブ・デ・クロクール・ド・ショコラ（仏: Club des Croqueurs de Chocolat, 通称C.C.C.）のアワードが発表される。「AikaKobayashi」が最高位の「金賞」を受賞。出品作品はパリのC.C.C事務局に郵送すればいいところ、2泊5日でパリに飛び直接手渡した。本人は「郵送では品質を担保できない。特に温度変化は心配でした。保冷剤でしっかり包み、溶けてきたら、瞬間冷却パックに変えて、日本からパリへ大切に届けました」と取材に答えている。チョコアイカの名前と「Aika Kobayashi」の店名は、チョコレートのミシュランの異名を持つ『LE GUIDE2025』に掲載されることになるが、このことについて本人は「こんな小さな規模で、販売も会員の紹介のみ。唯一無二の路線でやってきたのに、世界の一流店と並ぶ賞が獲れたなんて、驚きと喜びでいっぱいです」と満面の笑顔で話す（阿部奈穂子による）。ショコラティエ転向2年目での受賞は異例。

## フィルモグラフィ
（この節、特に断らない限り出典：）
- 『〜通しか知らない究極の一日〜熱狂!1/365日のマニアさん』（2023年2月3日）
- 『ジョブチューン』（2021年5月、2022年1月、同年5月）
- 『坂上&指原のつぶれない店』（2019年9月）

### ラジオ
- エフエム群馬（2023年２月）
- さくらラジオ（2022年12月）- ニューヨークの日本語ネットラジオ